# Far Out
Far Out je debitantski studijski album slovenskega pianista in producenta Tineta Grgureviča, ki ga je izdal pod imenom Bowrain. Izšel je 1. aprila 2014 v samozaložbi. Pri nizozemskem webzinu Festivalinfo so o albumu zapisali: "Far Out spominja na dela Thoma Yorka, Four Teta in Massive Attack. To ni le še en prvenec."

## Seznam pesmi
Vse pesmi je napisal Tine Grgurevič, razen kjer je to navedeno.
| Št. | Naslov                                      | Dolžina |
| --- | ------------------------------------------- | ------- |
| 1.  | „Words‟                                     | 5:54    |
| 2.  | „Breathe‟                                   | 6:06    |
| 3.  | „Think Twice‟ (Grgurevič, Shishani Vranckx) | 4:19    |
| 4.  | „Fresh‟                                     | 6:49    |
| 5.  | „Now‟                                       | 4:22    |
| 6.  | „Far Out‟                                   | 6:21    |
| 7.  | „Flying Light‟                              | 6:13    |

## Zasedba
Glasbeniki
- Bowrain – klavir, programiranje

Tehnično osebje
- Nikos Kandarakis – miks, produkcija
- Precise Mastering – mastering
- Jaša Mrevlje - Pollak – oblikovanje
- Meta Grgurevič – oblikovanje
- Janez Vidrih – oblikovanje